# Песенка Роберта
А ну-ка песню нам пропой, весёлый ветер,

Весёлый ветер, весёлый ветер!

Моря и горы ты обшарил все на свете,

И все на свете песенки слыхал.

Спой нам, ветер, про дикие горы,

Про глубокие тайны морей,

Про птичьи разговоры, про синие просторы,

Про смелых и больших людей!

Кто привык за победу бороться,

С нами вместе пускай запоёт.

Кто весел — тот смеётся,

Кто хочет — тот добьётся,

Кто ищет — тот всегда найдёт!
Пе́сенка Ро́берта (А ну-ка пе́сню нам пропо́й, весёлый ве́тер…) — советская песня 1936 года, написанная поэтом Василием Лебедевым-Кумачом и композитором Исааком Дунаевским. Звучит в кинофильме «Дети капитана Гранта».

## История создания
Песня была создана как один из вариантов главной песни для киноленты «Цирк», однако в итоге вошла в другую кинокартину — «Дети капитана Гранта», где её за кадром поют К. М. Крашенинникова и Ляля Сатеева. Летом 1936 года, ещё до появления фильма на экранах, газета «Пионерская правда» напечатала ноты и текст песни, а вскоре после выхода фильма запись песни с киноплёнки (под названием «Песенка Роберта») была выпущена на грампластинке.